# Adam Miniak
Adam Miniak (ur. 6 lipca 1998) – polski siatkarz, grający na pozycji środkowego.

## Sukcesy klubowe
Turniej Nadziei Olimpijskich:
- 2013

Ogólnopolska Olimpiada Młodzieży:
- 2014

Mistrzostwo I ligi:
- 2016, 2018